# ديفيد يوهانسون
ديفيد يوهانسون (بالفنلندية: David Johansson)‏ هو دبلوماسي فنلندي، ولد في 1935.